# Lelievlet

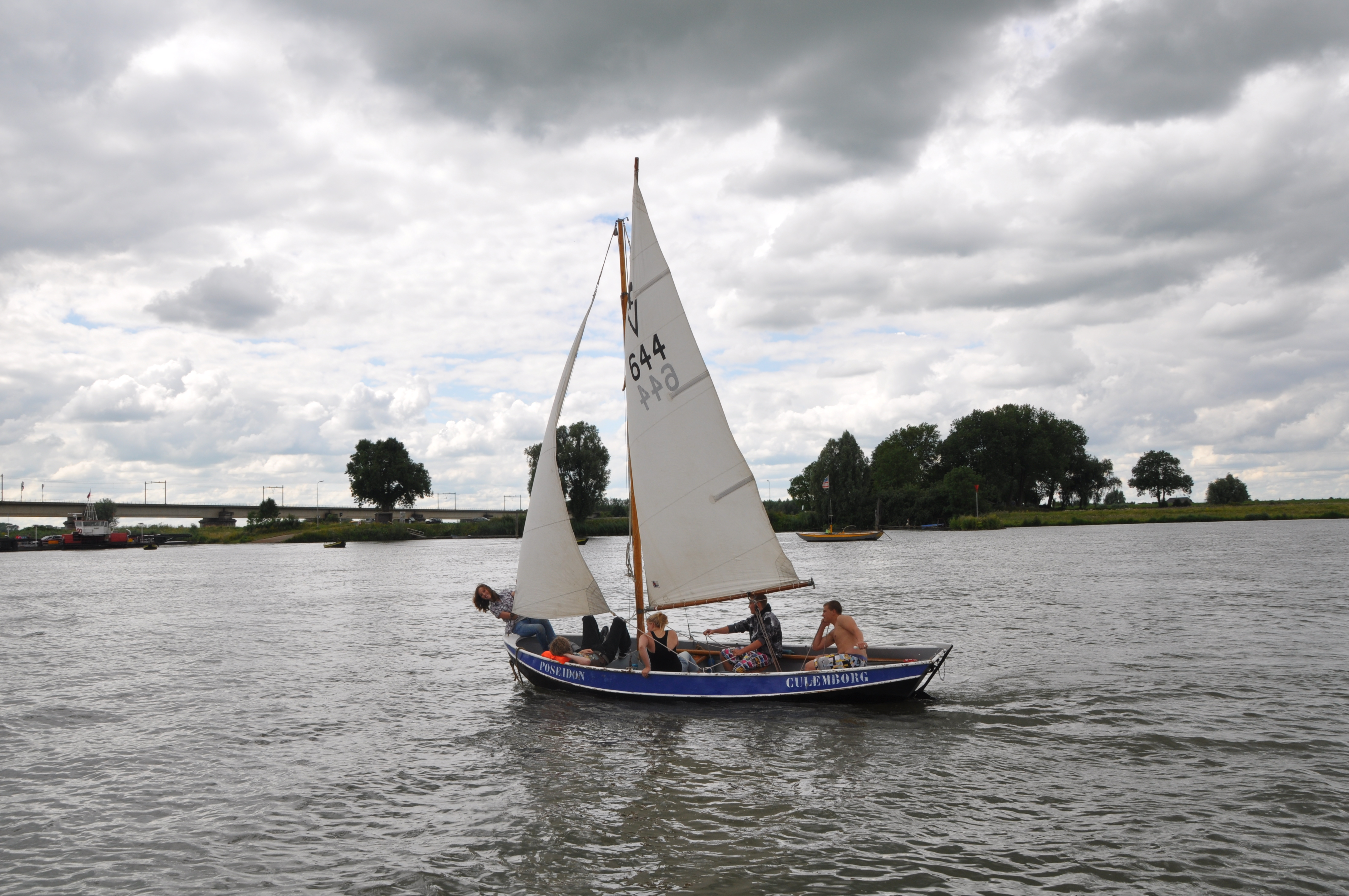
Lelievlet op de Lek

De lelievlet is de meest gebruikte stalen zeil-, roei- en wrikboot bij waterscoutinggroepen van Scouting Nederland. Het zeekadetkorps maakt ook van de lelievlet gebruik. De lelievlet is gebaseerd op de beenhakkervlet.
De naam is afgeleid van het traditionele scoutinglogo, de Franse lelie.

## Afmetingen
- Lengte: 5,60 m
- Breedte: 1,80 m
- Hoogte: 5,60 m
- Gem. gewicht: 650 kg (casco)
- Gem. gewicht: 900/1000 kg (voltuig)
- Zeiloppervlak: 12,15 m²
- Diepgang: 0,30 m

## Geschiedenis

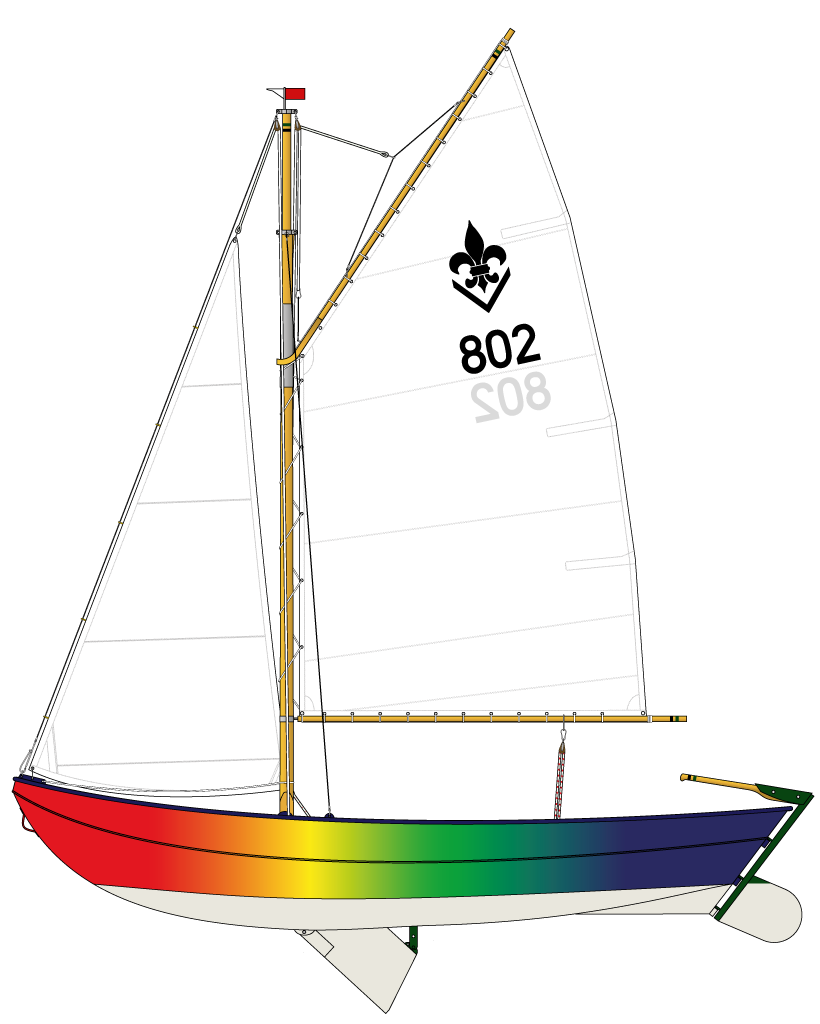
Lelievlet

Tot in de jaren vijftig werden er door Waterscoutinggroepen allerlei verschillende boten gebruikt. Vaak waren dit afgedankte reddingssloepen van de marine of roeisloepen waarvan merk en type niet bekend waren. Deze boten waren bijna altijd volledig van hout, waardoor het onderhoud dus veel tijd en geld kostte. Ook was het moeilijk om onderdelen te kunnen vervangen omdat het vaak om boten ging die verouderd waren.
In de jaren vijftig kwamen er meer Waterscoutinggroepen in Nederland en dus werd de vraag naar varend materiaal groter. Daarom ging men op zoek naar een geschikt type boot voor de Waterscouts. Een standaardboot zou de aanschaffingsprijs beïnvloeden, hoe meer boten er van dat type zijn, hoe lager de prijs zal zijn. Nog een voordeel van een standaard type boot voor alle Waterscoutinggroepen is dat er onderling zeil- en roei wedstrijden gehouden kunnen worden omdat de boten van gelijke klasse zijn.
Deze boot moest voldoen aan de volgende eisen:
- er moest mee gezeild kunnen worden
- er moest, met voldoende zitruimte, door 6 personen mee geroeid kunnen worden
- er moest een mogelijkheid zijn om te wrikken

In 1949 kwam de eerste standaardboot, de Lelieschouw. De kosten voor productie en onderhoud lagen relatief hoog, zo kwam men in 1955 uit bij een ander scheepstype: de Beenhakkervlet. 
Teunis Beenhakker uit Kinderdijk had kort na de oorlog een ontwerp gemaakt voor een roei- en wrikvlet voor binnenvaartschippers. De groepen zagen wel wat in dat ontwerp en de heer A.L.J. Stockmann, schipper bij de Titus Brandsmagroep in Breda en commissaris bij de Katholieke Verkenners, paste het zo aan dat het ook als zeilboot gebruikt kon worden. Er kwamen onder andere een mast, een midzwaard en twee luchtkasten in. In 1956 bouwde Teunis Beenhakker twee vletten voor proef. Hij maakte twee bijna gelijke vletten: eentje van 4,60 meter en eentje van 5,60 meter. Het zeil was bij allebei de boten even groot: 12,5 m². Uiteindelijk werd de 5,60 meter boot uitgekozen als meest geschikt.
Het prototype (nummer 0) is diverse malen verbouwd en aangepast om te voldoen aan de gestelde eisen: 
- De luchtkasten werden vergroot waardoor de lelievlet onzinkbaar werd. 
- De masthoogte werd teruggesteld naar 5.50 meter. 
- Het zeiloppervlak naar 12/m3. 
- Het aantal roeiplaatsen werd uitgebreid van 4 naar 6. 
Na uitgebreide proefvaarten werd lelievlet nummer 1 op 12 juni 1955 aan de Zeeverkennersgroep Titus Brandsma overgedragen.
De lelievlet werd, zoals al voorspeld was, een groot succes. Tot 2006 zijn in Nederland zo'n 1550 lelievletten gebouwd. Lelievlet nummer '1' bestaat nog steeds en vaart nog steeds onder de vlag van de Titus Brandsma Groep uit Breda.
Naast de reguliere sloepgetuigde lelievletten zijn er ook enkele kottergetuigden in omloop. Dit houdt in dat naast de fok ook een kluiver gevoerd kan worden.
Er zijn inmiddels ook een flink aantal vletten door VMBO-scholen in licentie gebouwd, onder de vlag van het Botenbouwproject Vette Vletten, Sail Amsterdam 2005 en 2010 en Vletten op de Maas. Vanaf 1986 tot het faillissement in 2016 bouwde Tukker in Gorinchem lelievletten. In opdracht van de Educatieve Werkgroep Binnenvaart Vlaanderen heeft de werf zo'n 270 bouwpakketten samengesteld. Daarmee kunnen diverse Vlaamse technische scholen schouwen in elkaar lassen. Daar kent men zo'n vlet onder de naam scheldeschouw. Mei 2013 kregen de leerlingen van het VTI in Izegem het eerste pakket aangeleverd.

## Junior Lelievlet
Er zijn veel watergroepen die ook met jongere leden het water op gaan. Er worden door deze jonge waterscouts verschillende vaartuigen gebruikt. De een vaart met de gewone lelievlet, de ander met kano's, roeibootjes of een kleine zeilboot (bijvoorbeeld optimist, piraatje, jol, FJ of Leukothea). Juist voor deze speltakken bestaat er binnen scouting een aparte vlet, namelijk de Juniorvlet genoemd. Deze vlet is wat kleiner dan de standaard lelievlet en daardoor wat handzamer voor jonge waterscouts.

### Afmetingen
- Lengte: 4,00 m
- Breedte: 1,62 m
- Totaal zeiloppervlakte: 7,00 m²
- Oppervlakte grootzeil: 4,60 m²
- Oppervlakte fok: 2,40 m²
- Gewicht: 350 kg
- Mastlengte: 4m
- Max. aantal personen: 6 jonge waterscouts

De uiterlijke kenmerken zijn in principe hetzelfde als die van de lelievlet. Veel mensen noemen de juniorvlet; ‘het kleine zusje van de lelievlet’.

## Eco-vlet
De gewone stalen lelievlet is relatief zwaar, log en vergt elk jaar milieubelastend onderhoud. In totaal gebruiken de Nederlandse waterscouts ongeveer 1.500 lelievletten. Er is een onderhoudsvriendelijke en lichte lelievlet van gerecycled kunststof ontwikkeld, de Eco-Vlet.